# Los Morers
Los Morers és una serra situada al municipi de Garcia a la comarca de la Ribera d'Ebre, amb una elevació màxima de 257 metres.